# Кодры
Ко́дры (рум. Codru — «вековой, дремучий лес», также Центральномолдавская возвышенность) — возвышенность в Молдове, между реками Реут и Прут. Кодрами также называют лес, растущий на этой возвышенности и одноимённый заповедник «Кодры».

## Описание

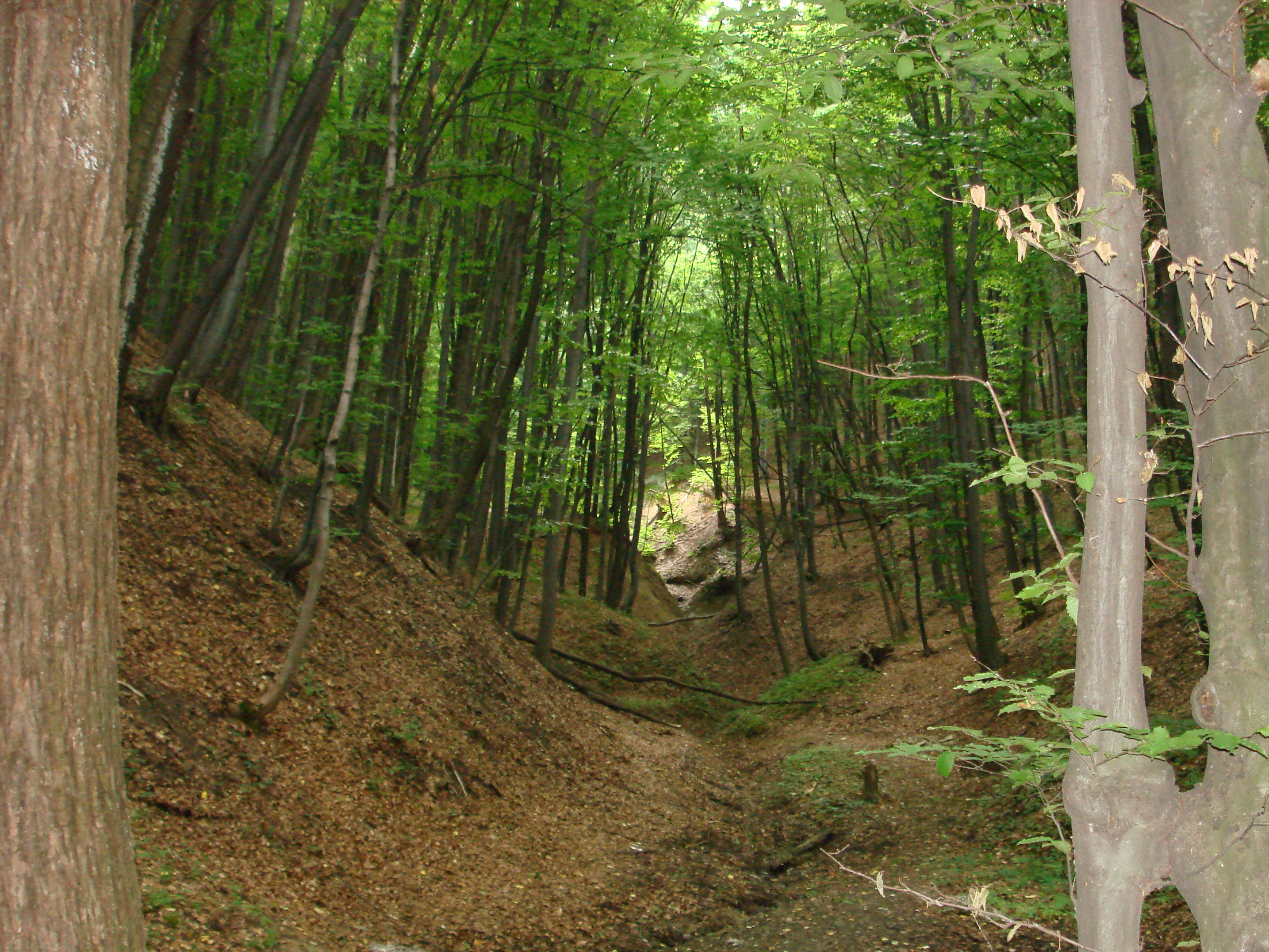
Кодры возле села Долна

Высота — до 430 м. Длина — 100 км. Кодры сложены морскими и континентальными отложениями миоцена — глинами, мергелями, известняками, песками, песчаниками и четвертичными лёссами. Рельеф сложный, грядово-холмистый, эрозионный, поверхность глубоко расчленена долинами рек, балками, оврагами, гыртопами. Развиты оползни, местами — карст.
Кодры весьма живописны: окружающая местность напоминает предгорный рельеф, что и дало повод Докучаеву, посетившему Бессарабию в конце XIX века, назвать Кодры «Бессарабской Швейцарией».
В Кодрах можно выделить два природных района:
- Северный с возвышенным рельефом и более влажным климатом. Там растут широколиственные леса среднеевропейского типа. Сохранились небольшие буковые леса. Луговая растительность представлена, в основном, злаково-бобовым разнотравнием.
- Южный район имеет абсолютные высоты 300—390 м. В центральной части и на юге этого района растёт дуб пушистый и другие виды. Южные Кодры — наименее освоенный район Молдовы, где сельскохозяйственные угодья занимают около 53,5 %, пашни — 29 % территории.

## Растительность
В Кодрах представлено более 1000 видов растений. Кодры покрыты в основном лиственными и смешанными лесами с дубом черешчатым, сосной, дубом скальным, буком европейским, грабом обыкновенным, клёном белым, ясенем обыкновенным и др. Естественная лесная растительность, по сравнению с другими областями Молдовы, сохранилась значительно лучше. Встречается и луговая растительность. У подножия возвышенности расположены поля и виноградники.

## Кодры в искусстве
Песня «Кодры Молдовы» в исполнении Надежды Чепраги (слова Владимира Лазарева, музыка Евгения Доги) впервые прозвучала в 1982 году.